# Серебрянокрылый калао
Серебрянокрылый калао (лат. Bycanistes brevis) — вид птиц из семейства птиц-носорогов.

## Распространение
Обитают в Восточной Африке от Эфиопии до ЮАР (в последней присутствие этих птиц незначительно). В Зимбабве виду угрожает утрата мест обитания.

## Описание
Длина тела 75—80 см. На клюве очень большой кремовый гребень («рога»). Голова серебристо-серая. Остальная часть оперения переливающегося чёрного цвета. 
Самки отличаются от самцов только меньшими размерами гребня и красноватой кожей вокруг глаз.

## Биология
Всеядны. Питаются фруктами, насекомыми, мелкими птицами и рептилиями, грызунами и многоножками. В кладке от 1 до 3 белых яиц. Насиживание продолжается 40 дней. Птенцы остаются вместе с обоими родителями около 80 дней.

## Охранный статус
МСОП присвоил виду охранный статус LC.